# Khvājeh Soheyl Bīd Khūn
Khvājeh Soheyl Bīd Khūn (persiska: بید خون, Bīd Khān, Bīd Khūn, خواخه سهيل بيد خون, Khvājeh Soheyl) är en ort i Iran.   Den ligger i provinsen Kerman, i den centrala delen av landet, 800 km sydost om huvudstaden Teheran. Khvājeh Soheyl Bīd Khūn ligger 2 716 meter över havet och antalet invånare är 221.
Terrängen runt Khvājeh Soheyl Bīd Khūn är lite bergig.Runt Khvājeh Soheyl Bīd Khūn är det glesbefolkat, med 12 invånare per kvadratkilometer. Närmaste större samhälle är Bāb Zeytūn, 3,1 km norr om Khvājeh Soheyl Bīd Khūn. Omgivningarna runt Khvājeh Soheyl Bīd Khūn är i huvudsak ett öppet busklandskap.